# Ernetschwil
Ernetschwil ist eine Ortschaft und eine ehemalige politische Gemeinde an der südlichen Seite des Rickenpasses in der Gemeinde Gommiswald im Wahlkreis See-Gaster im Kanton St. Gallen in der Schweiz.

## Geographie
Eingebettet zwischen Hügeln und Wäldern befindet sich Ernetschwil, das auch zum St. Galler Linthgebiet gezählt wird, oberhalb (nördlich) von Uznach und südlich der Rickenpassstrasse. Die Gegend ist stark landwirtschaftlich geprägt. An einigen Orten findet man eine wunderschöne Sicht auf die Glarner Alpen, grosse Teile der Linthebene sowie auf den oberen Zürichsee vor.

## Wappen
Das frühere Gemeindewappen von Ernetschwil, das heute als Dorfwappen geführt wird, wurde 1905 geschaffen und zeigt drei silberne sechsstrahlige Sterne auf blauem Hintergrund.
Dabei stehen die drei Sterne als Symbol für Glaube, Hoffnung und Liebe.
Sie könnten aber durchaus auch auf die drei Ortsteile Ricken, Gebertingen und Ernetschwil bezogen werden.

## Geschichte

Historisches Luftbild von Werner Friedli von 1957

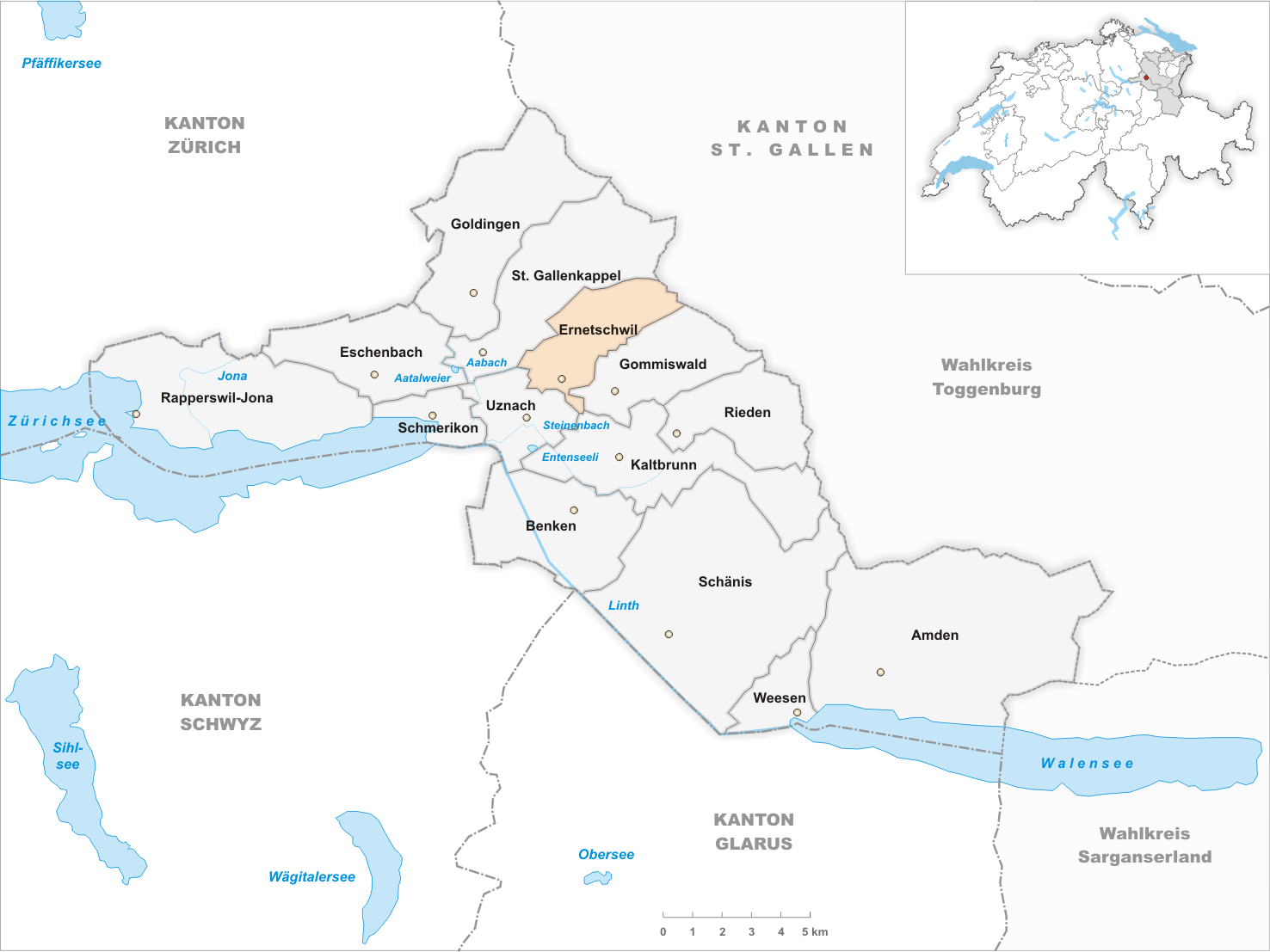
Gemeindestand vor der Fusion am 1. Januar 2013

In einer Urkunde von 885 wird der Name von Ernetschwil erstmals schriftlich erwähnt. Das vom Kloster St. Gallen ausgestellte Dokument bezeugt, das die beiden alamannischen Grundbesitzer Ittibold und Eidwart ihren Hof oder Weiler Eidwarteswilare der Herrschaft des Klosters unterstellten.
Ungefähr bis ins Jahr 1000 blieb ein grosser Teil des Landes um Ernetschwil im Grundbesitz der Abtei St. Gallen. Dann fiel es als Lehensherrschaft zurück an den deutschen Kaiser, der es 1180 dem Grafen Rudolf von Rapperswil weiterreichte. Im Jahre 1200 kam der Hofverband Ernetschwil als eine der sieben Tagwen zur Grafschaft Uznach und erhielt dabei erstmals eine politische Struktur.
Ein Schriftstück, das die Kanzlei des Bischofs von Konstanz 1241 ausgestellt hat, hält fest, dass die Einwohner von Ermatswilari nach Uznach pfarrgenössig sind. Im Zehntenverzeichnis von Uznach nimmt der Name nach und nach die heutige Form an: 1490 Airnetswilae, 1510 Ärnischwil.
Nach Gründung der Helvetischen Republik 1798 wurde Ernetschwil mit Uznach Teil des Kantons Linth. 1803 kam Ernetschwil zur politischen Gemeinde Gommiswald im neu konstituierten Kanton St. Gallen. 1807 löste sich Ernetschwil von Gommiswald ab und wurde eine eigene politische Gemeinde.
2013 fusionierte Ernetschwil mit Rieden und Gommiswald zur vereinigten Gemeinde Gommiswald.
| Jahr      | 1831  | 1850  | 1900  | 1950  | 1980  | 2000  | 2010 |
| Einwohner | 770   | 713   | 692   | 707   | 721   | 1289  | 1434 |
| Quelle    | [ 1 ] | [ 1 ] | [ 1 ] | [ 1 ] | [ 1 ] | [ 1 ] |      |

Am 1. Juli 2022 hatte die Ortschaft Ernetschwil (zusammen mit Gebertingen) 1471 Einwohner.